# Jacob Franquart

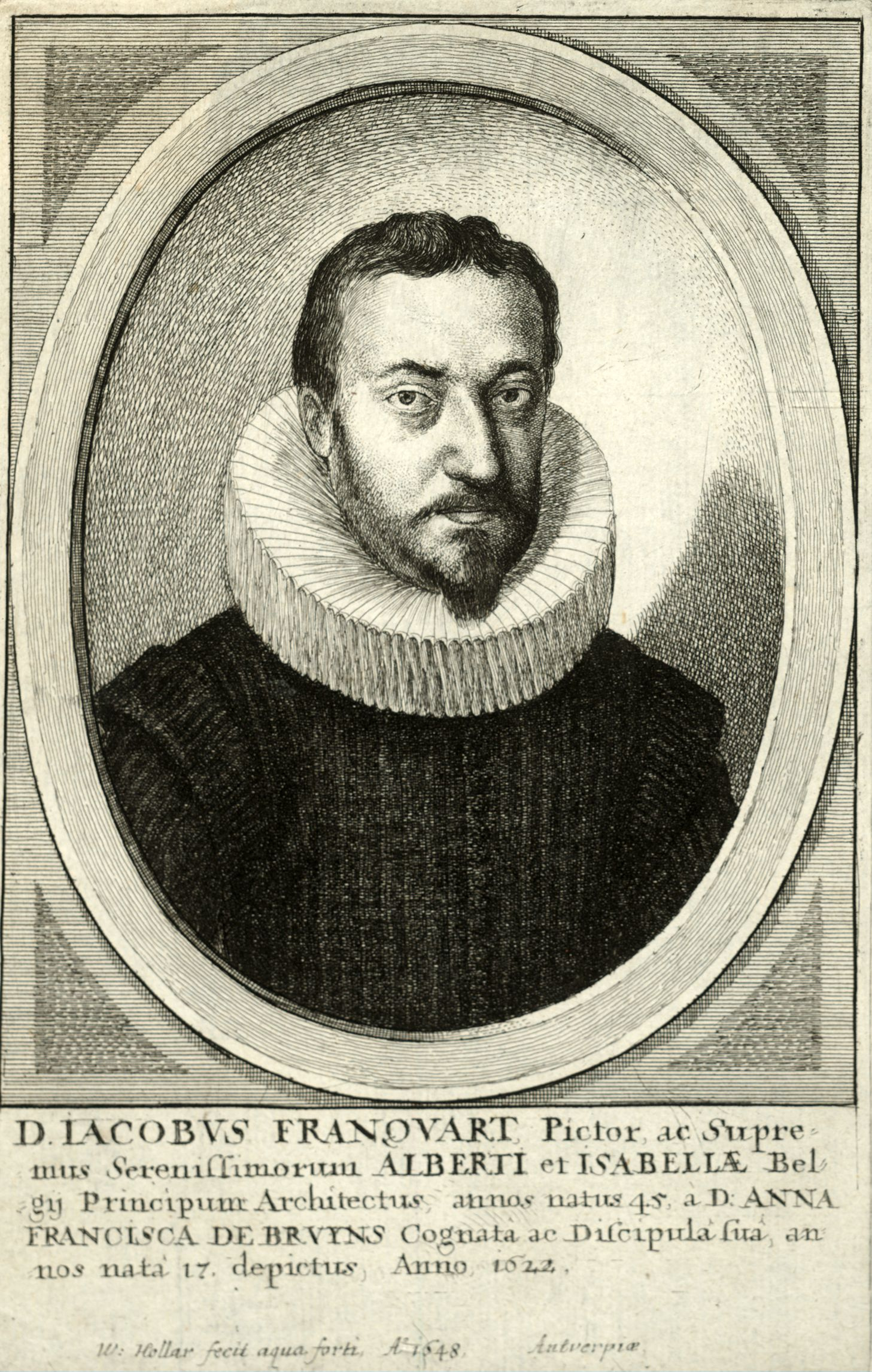
Jacob Franquart, kopparstick av Wenceslas Hollar 1648.

Jacob Franquart även Jacques Francquart med flera stavningar, född omkring 1580, död 6 januari 1651, var en flamländsk byggmästare, ingenjör och konstnär.
Franquart inledde den flamländska byggnadskonstens barock. Jesuitkyrkan i Bryssel och beginerkyrkan i Mecheln går tillbaka på hans planer. Liksom vännen Peter Paul Rubens var han starkt influerad av italiensk konst. Som ärkehertig Ferdinands hovarkitekt ledde han fästningsbyggande i Bryssel, arrangerade hovfester och gjorde utkast till dekorativa arbeten, mångfaldigade som kopparstick. En viss yppighet utmärker hans stil, dekorerad med så kallade "knorpelwerk".